# Godzilla vs Destroyah
Pour les articles homonymes, voir Godzilla.
Série Heisei
Godzilla vs Space Godzilla
(1994) Godzilla: Final Wars
(2004)
Pour plus de détails, voir Fiche technique et Distribution.
Godzilla vs Destoroyah (ゴジラVSデストロイア, Gojira tai Desutoroia) est un film japonais réalisé par Takao Okawara en 1995. Il s'agit du dernier film de l'ère Heisei, commencée en 1984.
Il fait apparition dans GFW, sorti en 2004.
Il était initialement destiné à être le dernier film de Godzilla jusqu'en 2005, mais en raison de la déception des fans pour le Godzilla de Roland Emmerich, la société Toho a décidé de sortir un film en 1999. Il est le 22e épisode de la série Godzilla.

## Synopsis
Alors que le cœur nucléaire de Godzilla rentre en fusion, menaçant d'exploser et d'anéantir la Terre à tout moment, un parasite mutant, crée à partir du destructeur d'oxygène du professeur Serizawa en 1954, apparaît et attaque la population se métamorphosant en un monstre plus grand au fil du temps. 

## Fiche technique
- Titre : Godzilla vs Destoroyah
- Titre original : ゴジラvsデストロイア (Gojira tai Desutoroia)
- Réalisation :  Takao Okawara
- Scénariste : Kazuki Ōmori
- Producteur : Tomoyuki Tanaka  et Shōgo Tomiyama
- Musique originale : Akira Ifukube
- Langue : Japonais
- Genre : Action et science-fiction
- Durée : 103 minutes
- Dates de sortie :
  -  Japon : 9 décembre 1995
  -  Philippines : 28 mai 1996

## Distribution
- Yasufuni Hayashi : Kenichi Yamane
- Yoko Ishino : Yukari Yamane
- Megumi Odaka : Miki Saegusa
- Takuro Tatsumi : Kensaku Ijuin
- Akira Nakao : General Aso
- Momoko Kōchi : Emiko Yamane
- Shigeru Kōyama : Army General

## Box-office
Box-office Godzilla vs. Destoroyah avait un budget de 1 000 000 000 ¥, soit environ 10 000 000 $. Lorsque le film est sorti au Japon le 9 décembre 1995, il a reçu 4 000 000 de spectateurs et gagné 2 000 000 000 ¥, soit 18 000 000 $. C'est un succès.

## Accueil
La réaction critique au film a été principalement très positive. Sur Rotten Tomatoes, il détient actuellement un nouveau score de 91%. Michael Hubert de Monster Zero a fait l'éloge des "batailles de monstres spectaculaires", qualifiant Godzilla contre Destoroyah de "grand film" et de "celui à ajouter à votre collection", ajoutant: "Même pour les non-fans de Godzilla, ce film pourrait aider à dissiper certains les idées préconçues que vous avez sur le "facteur fromage" de Godzilla. " Toho Kingdom a déclaré: "Avec un style élégant, une intrigue puissante, des effets brillants et un jeu crédible, cette entrée est certainement un cran au-dessus des favoris des trois chronologies, et son impact sur la série n'est contesté que par une poignée de concurrents. Godzilla vs Destoroyah est sans aucun doute un paradigme qui lui est propre. " Japan Hero a appelé le film "une œuvre d'art" et "un incontournable pour tous ceux qui aiment Godzilla" qui présente "quelque chose pour tout le monde". Stomp Tokyo a donné au film un 4/5 et l'appelle "un grand spectacle brillant avec beaucoup de choses qui se passent à l'écran". Mike Bogue de l'Américain Kaiju a estimé que le film souffrait de "plusieurs faiblesses visuelles" et d'un "montage décevant", mais que "les aspects positifs des visuels l'emportent sur les négatifs" et a félicité le film pour "avoir traité Godzilla avec la même crainte, majesté et la terreur comme [le Godzilla original de 1954]. " Kazuo Miyauchi a obtenu une nomination au Prix de l'Académie japonaise du meilleur son pour son travail sur le film. [3] Chizuko Osada a été nommé pour le meilleur montage.

## Informations complémentaires autour du film
- L'actrice qui interprète le rôle d'Emiko Yamane n'est autre que Momoko Kōchi, qui avait interprété le même rôle dans le tout premier film de Godzilla en 1954. Malheureusement ce fut son dernier rôle dans un film, et elle est morte trois ans plus tard d'un cancer de l'intestin.
- Ce fut le dernier Godzilla produit par Tomoyuki Tanaka, il est mort deux ans plus tard.
- C'est le dernier film de Godzilla pour lequel Akira Ifukube a composé la musique.
- Ce film marque également la dernière apparition de l'actrice Megumi Odaka dans un long métrage à ce jour.
- Godzilla vs Destroyah est considéré, comme le meilleur film Godzilla de l'ère Heisei.    Heisei series 1984-1995
  - Godzilla 1954 (pris en compte)
  - The Return of Godzilla 1984
  - Godzilla vs. Biollante 1989
  - Godzilla vs. King Ghidorah 1991
  - Godzilla vs. Mothra 1992
  - Godzilla vs. Mechagodzilla II 1993
  - Godzilla vs. SpaceGodzilla 1994
  - Godzilla vs. Destoroyah 1995